# Conférence islamique internationale
Ne doit pas être confondu avec Congrès islamique mondial de 1931.
Le Congrès islamique mondial, ou Congrès musulman mondial (CMM), ou parfois dénommé Congrès arabe de Palestine ou encore « Motamar al-Alam al-Islami » [ مؤتمر العالم الإسلامي ] ou WMC pour World Muslim Congress est une organisation politico-religieuse islamique lancée par le roi Abdelaziz ibn Saoud d'Arabie saoudite à la suite d'un appel qu'il avait fait à la Mecque en 1926. Ce congrès religieux vise à promouvoir et soutenir les communautés musulmanes dans le monde.
À ne pas confondre avec l’Organisation de la conférence islamique (créée en 1969 et renommée en 2011 Organisation de la coopération islamique ou OCI).

## Objet, enjeux
C’est le premier effort fait pour réunir, via des « conférences interislamiques » toutes les communautés musulmanes du monde autour d’une table de conférence. Ce « congrès » est devenu une entité pérenne, basée au Pakistan, à Karachi (et a ensuite ouvert des bureaux à  Genève, Djeddah et Vienne). 
Cet organisme, qui se veut notamment représentant des cultures musulmanes fait partie depuis 1967 de la Liste des organisations dotées du statut consultatif auprès du Conseil économique et social des Nations-Unies via l’ECOSOC et l’UNICEF et jouit du statut d’observateur au sein de la Conférence islamique (OCI).
Son actuel président est Abdullah bin Omer Naseef (professeur à l’université du roi Abdulaziz de Djeddah).

## Histoire
- 1926 : entre les deux guerres mondiales, dans un contexte géopolitique mondial tendu, le congrès est fondé par un groupe de représentants (dirigeants) du monde islamique  venus de nombreux pays à la première « conférence islamique internationale » qui se tient à La Mecque en 1926. C’est le roi Abdul Aziz, d'Arabie saoudite qui initie cette conférence et y accueille les participants, mais le Grand Mufti de Jérusalem, Mohammed Amin al-Husseini y joue aussi un rôle important[5]. Le congrès décide qu’une organisation permanente islamique et internationale devait soutenir la communauté islamique dans le monde  (Oumma) [5]. Il travaille aussi à une forme organisationnelle de mise en réseau des communautés dans le monde et décide de préparer une seconde conférence. La conférence est réunie peu de temps après le début de l’occupation par l’Arabie saoudite de la Mecque et de la Medina (prise en 1924 à Hussein ben Ali (chérif de La Mecque) ; le roi Abdul Aziz « espérait alors obtenir une reconnaissance des autorités de l’Islam à son administration des villes sainte, mais au lieu de cela [il] a soulevé de nombreuses critiques, qu'il n’a pas intégré »[7] ;

- 1931 Une 2e  « conférence islamique internationale » se déroule à Jérusalem[5]. Une  « constitution » et les règlements du Congrès (Motamar Al-Alam Al-Islami) y sont adoptés et approuvés, sous la présidence de Mohammed Amin al-Husseini, le Grand Mufti de Jérusalem, qui selon P Mattar disposait alors d'un nouveau moyen de développer sa politique palestinienne, de lutter contre le sionisme et de contrer les intérêts anglais[8]. Ce dernier est élu président du Motamar (congrès), assisté par deux vice-présidents : M. Iqbal et Syed Alouba Pacha[5]. 145 activistes et leaders de l'islam et/ou du panarabisme répondent à l'invitation[9] ; sont notamment présents Mohammad Iqbal (poète et philosophe Indien) ; Sayed Shukri Quwatli (futur président de Syrie), Sayed Rivad Solh (futur premier ministre du Liban), Sayed Ziauddin Tabatabai (ex-premier ministre iranien, Mohammad Ali Al-Abid (ex-président de Syrie), l'ayatollah iraquien Muhammad Al-Kashiful Ghita, et Saeed Shamil venu du Caucase. Certains auteurs questionnent les enjeux qui se croisent derrière ce congrès (entre panarabisme, panislamisme et identités régionales ou nationales)[10],[1],[9].

- 1947 : Le partage de la Palestine (1947) bloque provisoirement la démarche[2]. Mais après la naissance de l'État majoritaire musulman du Pakistan le 14 août 1947 (sous la direction de Muhammad Ali Jinnah, son premier gouverneur général) une partie du groupe de la conférence réunie en 1931 (16 ans après la conférence de 1931) commence à travailler au renouveau du Congrès islamique mondial[5] ;

- 1949 : Le Congrès musulman international est véritablement et formellement fondé lors de la 3e conférence islamique mondiale, qui se tient à Karachi, à la suite de la création du Pakistan deux ans plus tôt (en 1947)[5] et alors que le monde vient de subir une Seconde Guerre mondiale. Cette 3e conférence est préparée par le group des frères musulmans du Pakistan et elle est présidée par Mohammed Amin al-Husseini, ancien Grand mufti de Jérusalem. Ce dernier est à cette occasion élu « président du Congrès »[11], alors que Inamullah Khan, l’un de ses cofondateurs du Congrès en sera élu secrétaire général (et il le restera durant plus de quatre décennies) [11]. Elle s’est tenue à Karachi (alors encore capitale du Pakistan), avec un discours introductif fait par Liaquat Ali Khan (alors premier ministre du Pakistan) et a acté un projet de renouveau[5]. C’est à ce moment qu’on décide que la conférence devient permanente et qu’elle est baptisée Motamar al-Alam al-Islami. Selon Husain Haqqani, ancien ambassadeur du Pakistan aux États-Unis ce Congrès « a ... joué un rôle crucial dans la construction du sentiment de victimisation musulmane qui a ensuite alimenté le mouvement islamiste mondial »[11] ;

- 1951 : Une 4e conférence se tient en février, également à Karachi (deux ans après la précédente). Elle est notamment préparée par Saïd Ramadan, fondateur de la branche palestinienne des Frères musulmans (alors en exil à la suite de l'assassinat de son père Hassan el-Banna le 12 février 1949) et le grand mufti de Jérusalem Mohammed Amin al-Husseini. Plus importante que les précédentes en termes de moyens mobilisés, elle est présidée par le grand mufti, assisté de Insamullah Khan en tant que secrétaire général. Cette conférence acte que Karachi sera jusqu’à nouvel ordre le siège permanent du Congrès, et elle met en place un comité de rédaction d’une Constitution.  Selon son site internet, de nombreuses idées de coopération entre pays et peuples musulmans y sont émises (ex : création d’une Agence de presse musulmane mondiale et d’une banque de développement, également « musulmane »), qui prendront forme dans les années qui suivront. Et deux sessions parallèles à la conférence (respectivement consacrée l’une aux « femmes de l’Islam » et l’autre aux « jeunes de l’Islam ») ont soulevé un grand intérêt dans le monde de l’islam[5]. Lors de la 3e et 4e conférences étaient notamment présents quelques personnalités de l'après-guerre comme Shahide-Millat Liaqat Ali Khan (premier 1er ministre du Pakistan), Habib Bourguiba (qui deviendra président de Tunisie), Abdullah Osman (qui présidera la Somalie), Musjumi (leader indonésien), Sukiman et Muhammad Natsir (tous deux anciens premiers ministres), Omer Reza Doghrol (de Turquie), Burhanuddin Jaya (de Ceylan) ; Shaikhul Islam Allama Shabbir Ahmad Usmani (Pakistan), Allama Cheikh Mohamed Bachir El Ibrahimi (Algérie), Chadli Mekki (Algérie), Shaikh Mustafa Al-Dabai (Syrie) Hazrat Ayatullah Kashani (Iran)[12].

- 1959 : le Congrès soumet à l’ONU une pétition de soutien aux droits des musulmans du Cachemire à l’autodétermination, qui a réuni un million de signatures[13] ;

- De 1951 à 1999, plusieurs conférences du Congrès (Motamar) se sont tiennent dans plusieurs pays, dont à Bagdad en 1962. Ces conférences ont promu la coopération dans divers champs (dont politique, économique, religieux, éducationnnel et culturel)[5]. 
En  mars 1984 le congrès organise à Karachi un séminaire sur la course aux armements nucléaires et sur le désarmement, afin de produire un point de vue commun des « nations » musulmanes sur la question. Depuis 1926, les conférences ont défendu les musulmans palestiniens, Kashmiris et philippins, la liberté des populations musulmanes dans les pays européens qui étaient encore coloniaux, et plus récemment les musulmans de Bosnie[14] et du Kosovo, et de manière plus générale l’émancipation économique de la communauté musulmane (Ummah) [5],[15] ;

Le secrétariat du Congrès compile aussi des avis ou documents sur divers sujets comme l’usure.
Dans toute l’histoire du Congrès mondial musulman (Motamar al-Alam al-Islami) le Pakistan joue un rôle pivot ; et il en va de même pour l’organisation de la conférence islamique (OIC pour Organization of the Islamic Conference), la ligue mondiale musulmane (Rabita al-Alam al- Islami (World Muslim League), et (World Muslim Congress) et il a mis à disposition des  moyens humains pour soutenir les projets pan-islamistes créés ou promus par l’Arabie saoudite,,.

## Personnalités
- Inamullah Khan (en) a reçu le prix Niwano de la paix  en 1987[20], puis le 19 avril 1988 il a reçu le prix Templeton[21].